# RFA Gray Ranger
RFA «Грей Рейнджер» (англ. RFA Gray Ranger) — британський нафтовий танкер, побудований компанією Caledon Shipbuilding & Engineering Company на верфі Данді у Шотландії. 27 травня 1941 року був спущений на воду, активно залучався до воєнних дій за часів Другої світової війни. 22 вересня 1942 року затоплений у Ґренландському морі німецьким підводним човном U-435 капітан-лейтенанта Зігфріда Штрелова; загинуло 6 членів екіпажу.

## Історія

### Участь в операціях британських командос
26 грудня 1941 року британські командос провели рейд на узбережжя Норвегії: No. 12 Commando атакувала Лофотенські острови за планом операції «Анкліт» за підтримки 22 кораблів та суден трьох флотів. У той час німецькі військовики переважно святкували наступне свято після Різдва — День подарунків. Протягом двох діб оперативна група флоту та командос утримували низку важливих об'єктів на островах, зокрема вивели з ладу 2 ворожі радіостанції та потопили декілька суден.
На патрульному кораблі Geier британці захопили деталі та документи кодування до шифрувальної машини «Енігма». Оперативна група повернулась без втрат, маючи на борту понад 200 норвежців, що приєднались до Руху опору й вступили до Норвезьких Вільних сил. Британці вважали операцію успішною, однак вивчили один урок — у майбутньому вони ніколи не проводили такого роду операцій без повітряної підтримки.

### Загибель
З 07:18 до 07:19 22 вересня 1942 року U-435 капітан-лейтенанта Зігфріда Штрелова атакував судна конвою QP 14, що проходив західніше Ян-Маєна. Німецький човен здійснив залп п'ятьма торпедами по кораблях, і уразив одночасно три цілі: Bellingham, Ocean Voice та Grey Ranger.
Шість членів екіпажу танкера «Грей Рейнджер» загинули в результаті вибуху. Капітан та 32 члени екіпажу були підібрані з води британським рятівним судно Rathlin і 26 вересня висаджені на берег у шотландському Гуроку.